# کاخ فرح‌آباد (تهران)
کاخ فرح‌آباد ساختمانی متعلق به دوره قاجار در دوشان‌تپه تهران، انتهای خیابان پیروزی (فرح‌آباد پیشین) جای گرفته است. این اثر در تاریخ ۲۰ بهمن ۱۳۵۵ با شمارهٔ ثبت ۱۳۳۱ به‌عنوان یکی از آثار ملی ایران به ثبت رسیده است. این کاخ گاهی با قصر فیروزه که از بین رفته است، اشتباه گرفته می‌شود.

## پیشینه
به دستور مظفرالدین شاه قاجار ساخت کاخ سلطنتی فرح‌آباد در سال ۱۲۸۱ خورشیدی (۱۳۲۰ ه‍. ق)، در دهکده فرح‌آباد، در شرق تهران آغاز شد و در سال ۱۲۸۳ خورشیدی (۱۳۲۲ ه‍. ق) به پایان رسید. این کاخ که با الگو گرفتن از طرح کاخ تروکادرو پاریس، به شکل نیم‌دایره و با چند ردیف ایوان‌های روباز دورتادور ساختمان ساخته شد. گنبد فیروزه‌ای بر سقف کاخ ساخته شد.
باغ و کاخ از سه بخش گوناگون شکل گرفته است: محوطه نخست جایگاه اقامت کارکنان کاخ به همراه یک اصطبل آجری، یک باغ کوچک و سرانجام بخش سوم یک باغ و استخر بسیار بزرگ است. در هر طبقه کاخ نیز یک اتاق مرکزی و چند اتاق پیرامونی وجود دارد. در طراحی باغ قرینه‌سازی در نظر گرفته نشده است و به نیمه خاوری آن بیش از نیمه باختری پرداخته شده است. معماری کاخ سراسر اروپایی است.
پس از مظفرالدین شاه، تا دوره سلطنت احمد شاه توجهی به کاخ نشد و در دوره او بود که کاخ به رونق گذشته بازگشت و عمارت اندرونی به آن افزوده شد. در دوره پهلوی نیز، رضا شاه اهمیتی به این کاخ نداد، و در دوره محمدرضا شاه بود که کاخ بازسازی و دگرگون شد. سپس در پیرامون و دامنه‌های سرسبز آن منطقه خانه‌های ویلایی اشرافی ساخته شد.

## وضعیت کنونی
بعد از انقلاب ایران، این منطقه به سپاه پاسداران تعلق یافت و کاربری نظامی پیدا کرد. پس از چند سال این کاخ به موزه نیروی دریایی سپاه پاسداران تبدیل شد، اما اجازه بازدید همگانی از آن داده نمی‌شود.

## نکات
این کاخ به اشتباه «قصرفیروزه» معرفی شده است. در صورتی که «قصرفیروزه» به دستور ناصرالدین شاه قاجار و توسط مهندس میرزامهدی خان شقاقی معروف به ممتحن الدوله ساخته شده و امروزه اثری از آن ساختمان وجود ندارد و به صورت کلی تخریب شده است.

## نگارخانه

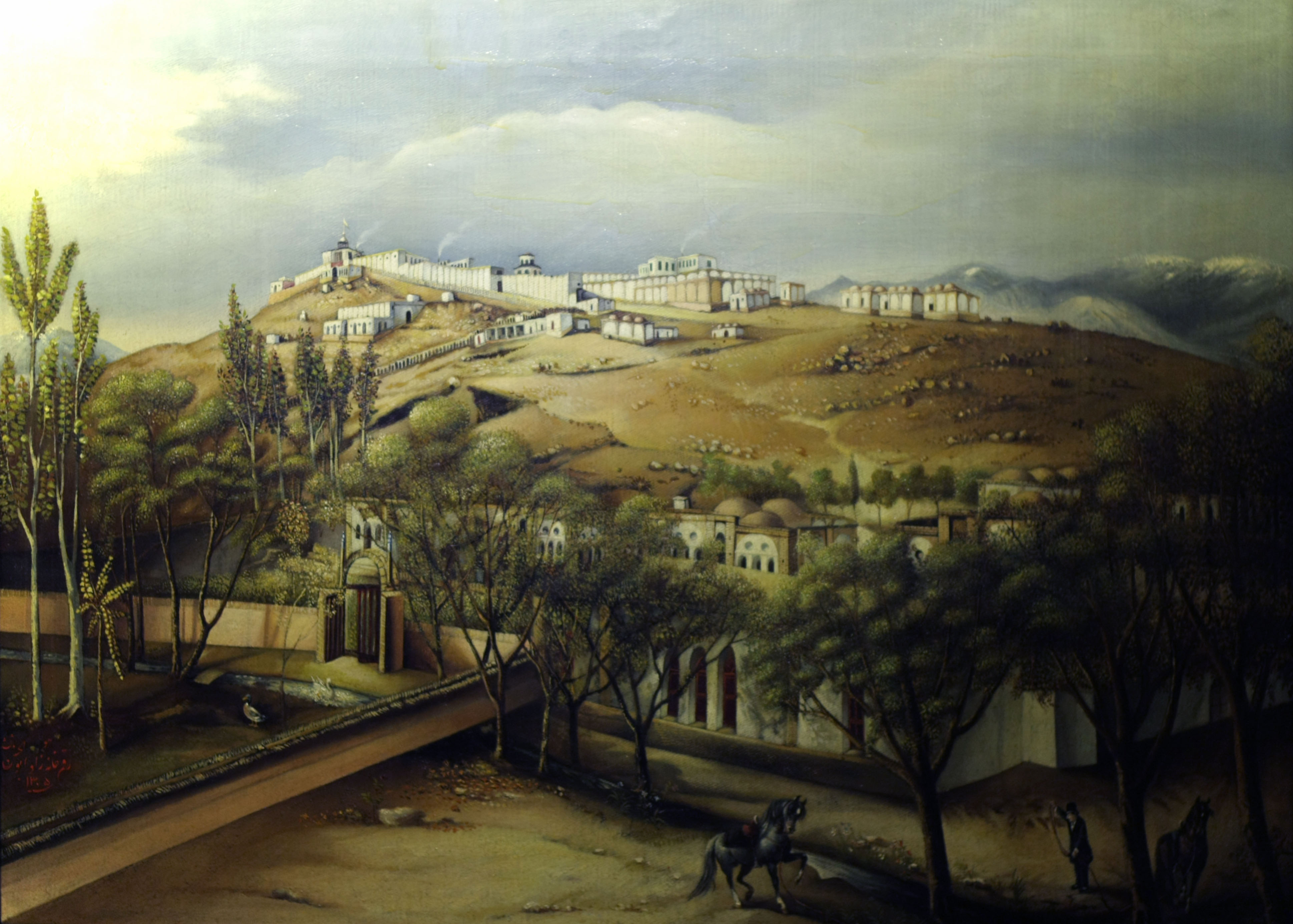
نقاشی منطقه دوشان‌تپه و کاخ فرح‌آباد اثر یحیی غفاری
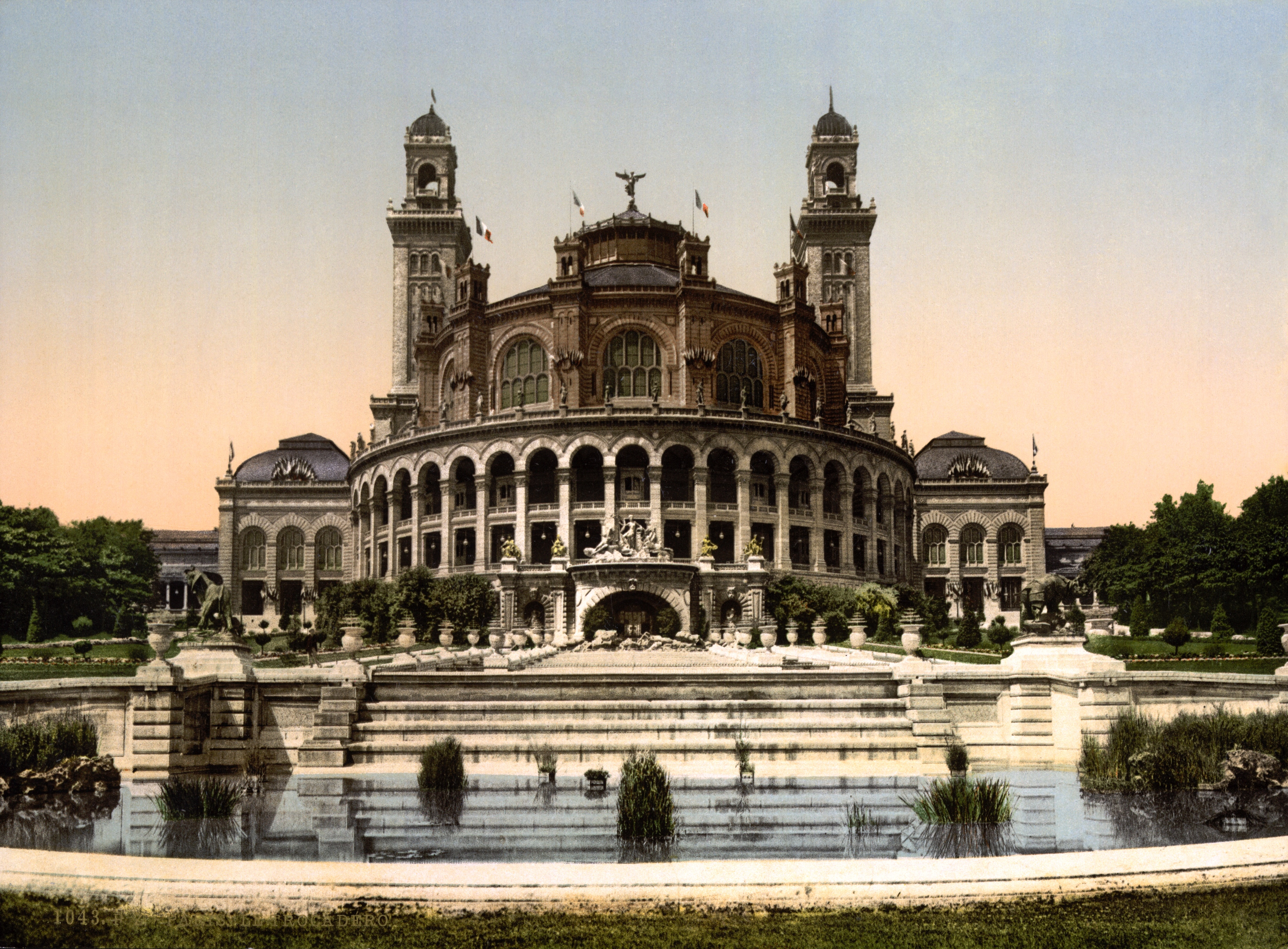
کاخ فرح‌آباد با الگو از کاخ تروکادورو پاریس طراحی شده است
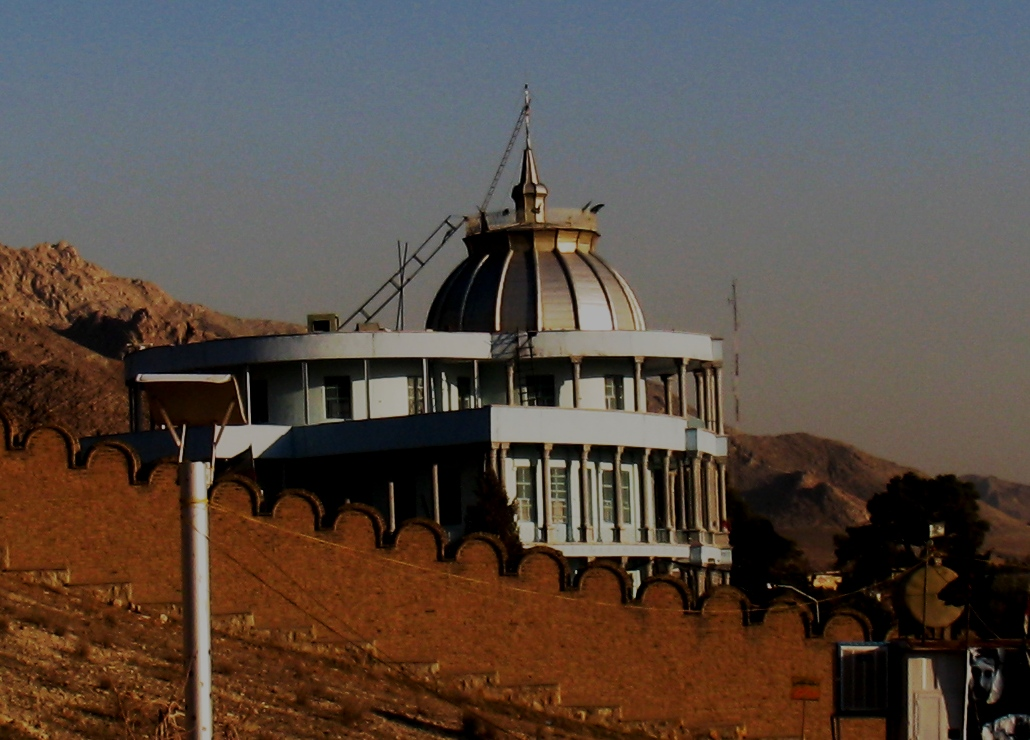
وضعیت کنونی کاخ